# Інститут астрофізики АН Таджикистану
Інститут астрофізики АН Таджикистану — наукова установа у складі Академії наук Республіки Таджикистан. Інститут був заснований в 1958 році на базі астрономічної обсерваторії, створеної в 1932 році. Інституту підпорядковані Гісарська обсерваторія, Обсерваторія Санглох і Памірська високогірна обсерваторія. 2002 року в Інституті було 60 співробітників, 30 з яких складав науково-технічний персонал.

## Історія
Таджицька астрономічна обсерваторія була заснована в Душанбе 13 листопада 1932 року. Це відбулось після прибуття ленінградських астрономів - С. Г. Натансона, Д. О. Мохнача, Б. В. Окуньова, О. В. Маркова. Головна будівля обсерваторії була збудована у 1936 році. Основними науковими завданнями для обсерваторії були дослідження змінних зір, метеорів, комет та астроклімату Таджикистану для вибору місця для більшої обсерваторії. Первинна матеріальна база була передана з Ленінградського університету та Пулковської обсерваторії. У 1941 році обсерваторія була включена до складу Таджицької філії АН СРСР. З 1948 року у зв'язку з перейменуванням міста Душанбе на Сталінобад обсерваторія називається Сталінабадською астрономічною обсерваторією.
У 1958 році на базі обсерваторії засновано Інститут астрофізики Академії Наук Таджицької РСР. За два роки до цього була заснована нова спостережна станція в 14 км на південний захід від Душанбе — Гісарська обсерваторія. А в 1980 році було завершено будівництво обсерваторії Санглох в 90 км на південь від Душанбе. Інститут має третю спостережну станцію — Памірську високогірну обсерваторію «Сонячний астрономічний наземний комплекс Памір».
Після здобуття Таджикистаном незалежності, установа ще раз змінила назву і тепер називається Інститут астрофізики АН Таджикистану. 2006 інститут приєднався до проекту ISON і з 2007 року в Гісарській обсерваторії в межах цього проєкту відновилися регулярні спостереження на АЗТ-8.

## Керівники обсерваторії
- 1932—1933 — Ігор Станіславович Астапович
- 1933—1937 — Володимир Платонович Цесевич
- 1942—1945 — Олександр Васильович Соловйов
- 1947—1959 — Олександр Васильович Соловйов
- 1959—1971 — Пулат Бабаджанович Бабаджанов[1]
- 1971—1977 — Олег Васильович Добровольський
- 1978—1992 — Музафар Нусратуллаєвіч Максумов[2][3]
- 1992—2002 — Пулат Бабаджанович Бабаджано
- 2002—2014 — Хурсанд Ібадінов
- з 2014 — Гульчехра Ісроїлівна Кохірова

## Інструменти
- 6.5-дюймовий рефрактор (100 мм апохромат Цейса) (1933)
- 162-мм рефрактор Штейнгеля (1933)
- Астрономічний годинник (1933)
- 150-мм кометошукач (1933)
- найпростіші кутомірні інструменти (1936)
- два подвійні астрографи з об'єктивами Індустар-13 (D = 67 мм, F = 300 мм) (1938) — для фотографічного огляду змінних зір
- астрокамера з об'єктивом Індустар-17 (D = 97 мм, F = 500 мм) (1938) — для фотографічного огляду змінних зір
- метеорний патруль на базі фотоапаратів (1939)
- У 1956 році на обсерваторії було введено в роботу новий, більш світлосильний метеорний патруль, що складається з трьох агрегатів з паралактичним монтуванням, по 7 аерофотознімальних камер НАФА з об'єктивами «Уран-9» (D=100 мм, F=250 мм).
- АЗТ-7 (1957 рік) — пізніше був перенесений до Гісарської обсерваторії
- астрографи «Індустар-13», «Індустар-17», подвійні малі астрографи «Комета А», «Комета Б» (з ЕОП),

## Спостережні бази
- Гісарська обсерваторія
- Обсерваторія Санглок
- Памірська високогірна обсерваторія «Сонячний астрономічний наземний комплекс Памір». Знаходиться в Мургабському районі на східному Памірі, на висоті 4350 метрів над рівнем моря. Має 250 ясних ночей на рік. За рік випадає менше 100 мм опадів. Є філією обсерваторії Санглок.

## Відомі співробітники
В інституті працювали відомі українські астрономи — Ігор Астапович, Володимир Цесевич, Світлана Герасименко, Микола Кисельов.

| Астероїди, названі на честь співробітників інституту та обсерваторій                                                                  |
| --- |
| - 2469 Таджикистан - 2746 Гісао - 3013 Доброволєва - 3945 Герасименко - 4011 Бахарєв - 4207 Чернова - 4208 Кисельов - 7164 Бабаджанов |